# شتيفاني غودارد
شتيفاني غودارد (بالألمانية: Stephanie Goddard)‏ هي لاعبة كرة قدم ألمانية، ولدت في 15 فبراير 1988 في رينتلن في ألمانيا. شاركت مع منتخب ألمانيا الوطني لكرة القدم للسيدات تحت 15 سنة ‏ ومنتخب ألمانيا تحت 17 سنة للسيدات لكرة القدم ومنتخب ألمانيا تحت 19 سنة للسيدات لكرة القدم ومنتخب ألمانيا تحت 20 سنة للسيدات لكرة القدم. أما مع النوادي، فقد لعبت مع فيردر بريمن.

## وصلات خارجية
- شتيفاني غودارد على موقع قاعدة بيانات كرة القدم.إي يو (الإنجليزية)
- شتيفاني غودارد على موقع Soccerway.com (الإنجليزية)
- شتيفاني غودارد على موقع عالم كرة القدم.نت (الإنجليزية)